# Sportovní hry Rady Perského zálivu
Sportovní hry Rady Perského zálivu (GCC Games) je regionální multisportovní událost, které se mohou zúčastnit sportovci ze zemí, které jsou sdružené v Radě pro spolupráci arabských států v Zálivu. Hry se pořádají se čtyřletou periodicitou a poprvé se konaly v roce 2011. Mnoho sportů má vlastní dlouhodobá mistrovství a mezi ně se řadí atletika, fotbal, lukostřelba, badminton, plachtění, basketbal, plavání, maratónské plavání, potápění, vodní pólo, umělecké plavání, tenis, gymnastika, vzpírání, futsal, snooker, cyklistika, šachy, lední hokej a stolní tenis. 3. ročník měl být organizován v červnu 2019, ale kvůli vnitřním problémům mezi zúčastněnými zeměmi se nakonec konaly v roce 2022. 4. ročník byl oznámen a bude se konat v oznámených termínech v roce 2023.

## Přehled
| Rok  | Datum konání       | Pořadatel                               | Město                          | Počet sportů | Medaile | Národů | Soutěžících |
| ---- | ------------------ | --------------------------------------- | ------------------------------ | ------------ | ------- | ------ | ----------- |
| 2011 | 11. – 22. října    | Bahrajn                                 | Manáma                         | 11           | 119     | 6      | —           |
| 2015 | 12. – 26. října    | Saúdská Arábie                          | Dammám                         | —            | —       | 6      | —           |
| 2022 | 16. – 21. června   | Kuvajt                                  | Kuvajt                         | 16           | 356     | 6      | >1500       |
| 2023 | 17. – 29. července | Saúdská Arábie, Spojené arabské emiráty | Rijád, Dammám, Dubaj, Abú Zabí | —            | —       | 6      | 2271        |